# Christopher Binnie
Christopher Jam Binnie (* 26. Januar 1989 in Kingston) ist ein ehemaliger jamaikanischer Squashspieler.

## Karriere
Christopher Binnie begann seine professionelle Karriere im Jahr 2012 und gewann vier Turniere auf der PSA World Tour. Der erste Titelgewinn gelang ihm, als erster Jamaikaner auf der World Tour, in der Saison 2012. Seine höchste Platzierung in der Weltrangliste erreichte er mit Rang 65 im Januar 2018. Bei den World Games 2013 startete er dank einer Wildcard und erreichte das Achtelfinale. Er nahm an den Commonwealth Games 2006, 2010 und 2014 teil. Binnie gewann bis 2022 zehnmal die karibischen Meisterschaften. Mit der jamaikanischen Nationalmannschaft nahm er 2017 und 2019 an der Weltmeisterschaft teil. Im selben Jahr qualifizierte er sich erstmals für das Hauptfeld der Weltmeisterschaft im Einzel. Im Jahr darauf wurde er im Einzel nach einer Finalniederlage gegen Diego Elías Vizepanamerikameister. Von 2011 bis 2019 wurde er neunmal in Folge jamaikanischer Meister.

## Erfolge
- Vizepanamerikameister: 2018
- Karibikmeister: 10 Titel (2009, 2011–2022)
- Gewonnene PSA-Titel: 4
- Zentralamerika- und Karibikspiele: 4 × Bronze (Einzel 2010 und 2018, Mannschaft 2014 und 2018)
- Jamaikanischer Meister: 9 Titel (2011–2019)